# Tenkanidyoor
Tenkanidyoor là một thị trấn thuộc taluk Udupi, huyện Udupi, phía Nam bang Karnataka, Ấn Độ.